# Modrost
Modrost (starogrško Σοφία, latinsko Sapientia, hebrejsko Hokhmah, angleško wisdom) označuje predvsem poglobljeno razumevanje medsebojnih odnosov v naravi, življenju in družbi ter sposobnost spoprijemanja s problemi in težavami.
Obstaja več definicij in konceptov modrosti, ki se praviloma gibljejo med napetostjo med racionalnostjo in intuicijo, znanjem in prepričanjem ter med izkušnjami in nagonom. Vsesplošno se strinjajo, da modrost priča o duševni okretnosti in neodvisnosti: svojemu uporabniku omogoča, da stvari počne sistematično
- razmišljati ('modro znanje', 'modra odločitev', 'modra sodba'),
- reči ('modra beseda', 'modri nasvet') oziroma
- narediti ('modro vedenje'),

ki se v danih razmerah izkažejo za vzdržne. To se pogosto zgodi, ko se izognemo motečim vplivom, kot je lastno čustveno stanje ali pritisk družbene skupine. Vendar se ob natančnejšem pregledu in celoviti presoji vseh okoliščin, včasih le s časovno ali prostorsko distanco, ti premisleki, trditve in dejanja izkažejo za 'pravilne', uporabne ali 'resnične'. Enako velja za besede in dejanja, ki jih modri ne izgovori in ne izvede po tehtnem premisleku (prim. Si tacuisses, philosophus mansisses – 'Če bi molčal, bi ostal filozof'). Modrost se šteje med glavne vrline.
Modrost je tematizirana iz filozofije in teologije, posameznih religij in etnologije, sociologije znanja in psihologije osebnosti, raziskovanja pravljic in mitov ter njihovih umetniških zasnov prek umetnosti, literature in glasbe.

## Izvor besede
Móder – prid. razumen, pameten, modrovati, modrost, modrec – 'pameten', 'moder' je iz stcslovan. mǫdrƄ - 'pameten'.

## Filozofija
Odnos med filozofijo in modrostjo postane tema, pri kateri prva dejansko ali domnevno izvira iz druge, se izrecno loči od starejših ali sodobnih modrostnih tradicij ali po drugi strani pa od same modrosti - morda le v oslabljeni obliki, kot je prizadevanje zanjo kot temeljno nedosegljiv ideal - razglašen za enak. Samooznačevanje filozofije kot »prijatelja modrosti« (philo.sophia) je bilo v zgodovini filozofije programsko interpretirano in je bilo pogosto izhodišče za določanje lastne samopodobe.
Medtem ko so Homer, Pindar ali Heraklit še vedno uporabljali sophio v prvotnem pomenu kot »učinkovitost v zvezi z nečim«, se to spreminja pri Sokratu, ki je v svojih argumentih s sogovorniki, ki so bili v nekaterih pogledih še posebej odlični, pokazal, da ne razumejo splošnih vprašanj in od kdaj je bil delfski orakelj imenovan najmodrejši zaradi njegove izreke »Vem, da ne vem nič«. Motiv, ki ga tukaj uporablja Sokrat kot osnovo modrosti, ki ustreza človeški sposobnosti, v nasprotju z modrostjo, ki jo presega in jo razumemo kot božansko, bi moral nadalje določiti filozofski in delno tudi teološki diskurz o modrosti na Zahodu.
V  Platonovi alegoriji modrost opisuje poznavanje resničnega sveta tako, da se odvrača od prevar in napak vsakdanjega znanja, javnega mnenja in tradicionalnih predsodkov. Ukvarjanje s pojavom modrosti je tisto, kar loči filozofe. Poudarek je na svetu idej z idejo dobrega. Modrost je bila ena od štirih kardinalnih vrlin že od Platona.
Aristotel v svoji Metafiziki modrosti pravi, da gre za »poznavanje določenih načel in vzrokov« (I 1, 982 a 2 - 3). V šesti knjigi Nikomahove etike modrost opisuje kot intelektualno vrlino ali dianoetično vrlino, ki se nanaša na nespremenljivo in potrebno.  V nje vidi kombinacijo dveh znanosti o intelektualnih vrlinah (episteme) in razumevanja (nous).
Stoa je razvil ideal stoičnega modreca, katerega popolna vrlina ga osrečuje tudi pod mučenjem v skrajnih primerih.
V helenističnem judaizmu modrost postane osrednji koncept odnosa z Bogom. Po eni strani je modrost način, na katerega Bog deluje v svetu (modrost stvarstva) in s katerim govori ljudem (modrost Tore). Modrost pa je dejanska oblika človekovega obračanja k Bogu, v pobožnem poznavanju Boga in krepostnem delovanju. Lahko jo predstavimo celo poosebljeno kot žensko figuro, ki daje nasvet (Knjiga pregovorov) ali pleše pred Bogom.

## Religije
V mnogih religijah modrost velja za božansko.

### Krščanstvo
Pogovorno se modrost uporablja tudi kot kratek naslov Knjiga modrosti ali Salomonove modrosti, devterokanonične ali apokrifne knjige Stare zaveze.
V Zborniku katekizma rimskokatoliške Cerkve je previdnost le modrost kot razumnost.
V Bibliji je modrost predstavljena kot božji dar. Tako je modri Salomon svojo pregovorno modrost dobil kot odgovor na molitev (1 Kr 3,5-14). Po drugi strani pa je modrost povezana tudi z osebnimi izkušnjami: »Pot norca se zdi prav v njegovih očeh, modri pa posluša nasvete«Prg 12,15. Biblija daje tudi neposredna navodila, kako pridobiti modrost: »Pojdi k mravlji, leni, poglej njene poti in postani moder!«(Prg 6,6). »... da bi prepoznali modrost in disciplino, da bi razumeli razumevanje besed«. (Prg 1,2)
Po Bibliji je apostol Pavel zavzel stališče, da svet ni sposoben spoznati previdnosti in modrosti: Bog je rekel: »Uničil bom modrost modrih, razumnost razumnih bom zavrgel. Kje je modrec, kje je pismouk, kje razpravljavec sveta? Mar ni Bog modrosti tega sveta obrnil v norost? Ker pač svet prek modrosti ni spoznal Boga v njegovi modrosti, je Bog po norosti oznanila sklenil rešiti tiste, ki verujejo. Judje namreč zahtevajo znamenja, Grki iščejo modrost, mi pa oznanjamo križanega Mesija, ki je Judom v spotiko, poganom norost. Tistim pa, ki so poklicani, Judom in Grkom, je Mesija, Božja moč in Božja modrost. Kajti Božja norost je modrejša od ljudi in Božja slabotnost močnejša od ljudi.«(1 Kor 1,19-25)
»Na koncu modrost ni nič drugega kot merilo našega uma, ki ga vzdržuje v ravnovesju, tako da niti ne odplava v presežek niti ne pade v nezadostnost. Zapravljanje, pohlep po moči, aroganca in podobno, s katerimi neurejeni in nemočni ljudje verjamejo, da lahko pridobijo poželenje in moč, ga pretirano napihujejo. Pohlep, strah, žalost, zavist in druge stvari, ki vodijo v nesrečo - kot priznajo sami nesrečniki - ga omejujejo. Če je um vendarle našel modrost, potem ne pozabi pogleda ... potem se mu ni treba bati presežka, pomanjkanja ali nesreče. Potem ima svojo mero in sicer modrost in je vedno srečen.« - Avguštin: O sreči 4.35
V Filipovem gnostičnem evangeliju je Sophia Kristusova 'soproga' kot njegova ženska. To posredniško funkcijo modrosti / Sophia je nato vedno bolj nadomeščal Logos, (v grščini) moški razum, katerega poosebitev ali boljša inkarnacija je Jezus Kristus.

### Judivska mistika
V kabali velja Chochmah (božanska modrost, preudarnost, spretnost, načrt ustvarjanja) za enega od desetih Sefirotov, tj. Božja emanacija.

### Modrost v budizmu in hinduizmu
Budizem loči med pojmi Praina, kot 'velika celovita modrost', ki prežema vse stvari v celotnem vesolju in Sunjata (sanskrt), vedenje, da so vsi pojavni pojavi brez lastnega bitja. Uresničitev Sunjate v zaznavanju pojavov in sebe je torej temeljna izkušnja pri doseganju razsvetljenja.
V hinduizmu se modrost in znanje imenujejo Vidja (sanskrt). Na koncu je pri jogi tudi raztapljanje dualizma, najprej zaustavitev misli, da smo v trenutku, pri čemer so jogijski položaji (asana) tisočletja stara podpora, ki jo poleg tega danes izvajajo tudi številni budisti.

### Konfucijanstvo in daoizem
Modrost je zelo pomembna tudi v konfucijanstvu in daoizmu, pa tudi v kitajski filozofiji. V konfucijanstvu in kitajski filozofiji je to, tako kot človečnost, strahospoštovanje in manire, ena glavnih vrlin. Konfucijanstvo zato poudarja pomen vzgoje, učenja in izobraževanja. Daoizem ceni življenje v harmoniji z naravo in kozmosom.

## Modrost in modri v pravljicah in mitih
Modrost se v pravljicah in mitih srečuje predvsem kot arhetip modre starke in modrega starca.
V mitu lahko poosebljeno modrost ali modrost najdemo kot atribut različnih boginj in bogov. V nekaterih kulturah modrost častijo kot ločeno boginjo ali kot žensko božjo stran. Biblijskega judovskega Chokmaha na primer poznajo kot božansko modrost. V grščini je to prevedeno kot Sophia in je posebno čaščena v pravoslavnih cerkvah (Hagija Sofija – Sveta Modrost).
Sprejem modrega človeka je lahko zelo različen: če je modrec napačno razumljen, ker ljudje ne razumejo pomena tega, kar je rekel ali naredil, lahko modrec naleti na nerazumevanje, protislovje in zavrnitev ter včasih na fizično nasilje. Če je po drugi strani smisel povedanega ali storjenega ljudem jasen, lahko modrega občudujemo in občudujemo zaradi njegove globoke misli, njegovega predvidevanja, njegove izvirnosti in nekonvencionalnosti (»lateralni mislec«), morda tudi poguma, da tvega osebno. Včasih traja desetletja ali več, dokler se zavrnitev ne spremeni v odobritev in modrega človeka prepoznajo ali rehabilitirajo v javnosti.

## Modrost v umetnosti
- Modrost brani Mladost pred Ljubeznijo, Meynier, ok. 1810
- Alegorija Modrosti in Moči, Paolo Veronese, ok. 1565
- Modrost, freska Robert Lewis Reid. Drugo nadstropje, severni hodnik. Kongresna knjižnica Thomas Jefferson Building, Washington, D. C. Naslov spodaj se glasi "KNOWLEDGE COMES BVT WISDOM LINGERS"
- Stropna freska "Sveta Modrost" v gradu Rosenau (Zgornja Avstrija)